# Колігація
Колігація (рос. коллигация, англ. colligation) — утворення ковалентного зв'язку при комбінації чи рекомбінації двох радикалів (зворотній процес до мономолекулярного гомолізу), наприклад:
CH3˙+ OH˙ →CH3OH.